# Sandra Zaniewska
Sandra Zaniewska (Katowice, 3 gennaio 1992) è un'allenatrice di tennis ed ex tennista polacca.

## Carriera

### Tennista
A livello giovanile riesce a raggiungere la finale dell'Australian Open 2009 - Doppio ragazze in coppia con Aleksandra Krunić dove sono state sconfitte da Christina McHale e Ajla Tomljanović con il punteggio di 1-6,6-2, 4-10. Tra le adulte ha disputato un solo torneo dello Slam, si è qualificata per il Torneo di Wimbledon 2012 venendo eliminata al primo turno dalla cinese Peng Shuai.

### Allenatrice
Ha affiancato nel biennio 2018-19 la croata Petra Martić contribuendo all'ingresso di quest'ultima nella top-20 mondiale, l'anno successivo ha seguito la francese Alizé Cornet mentre dal 2023 è l'allenatrice dell'ucraina Marta Kostjuk.

## Grand Slam Junior

### Doppio

#### Sconfitte (1)
| Tornei del Grande Slam  |
| ----------------------- |
| Australian Open (1)     |
| Open di Francia (0)     |
| Torneo di Wimbledon (0) |
| US Open (0)             |

| N. | Data            | Torneo                     | Superficie | Compagna          | Avversarie in finale              | Punteggio        |
| 1. | 31 gennaio 2009 | Australian Open, Melbourne | Cemento    | Aleksandra Krunić | Christina McHale Ajla Tomljanović | 1-6, 6-2, [4-10] |

## Risultati in progressione
| Sigla | Risultato               |
| ----- | ----------------------- |
| V     | Vincitore               |
| F     | Finalista               |
| SF    | Semifinalista           |
| O     | Oro olimpico            |
| A     | Argento olimpico        |
| SF    | Bronzo olimpico         |
| QF    | Quarti di Finale        |
| 4T    | Quarto turno            |
| 3T    | Terzo turno             |
| 2T    | Secondo turno           |
| 1T    | Primo turno             |
| RR    | Round Robin             |
| LQ    | Turno di qualificazione |
| A     | Assente                 |
| ND    | Non disputato           |

| Legenda superfici    |
| -------------------- |
| Cemento              |
| Terra battuta        |
| Erba                 |
| Superficie variabile |

### Singolare nei tornei del Grande Slam
| Torneo          | 2012 | 2013 | 2014 | 2015 | V--S |
| --------------- | ---- | ---- | ---- | ---- | ---- |
| Australian Open | A    | A    | A    | A    | 0-0  |
| Open di Francia | A    | A    | A    | A    | 0-0  |
| Wimbledon       | 1T   | A    | A    | A    | 0-1  |
| US Open         | A    | A    | A    | A    | 0-0  |
| Totale          | 0-1  | 0-0  | 0-0  | 0-0  | 0-1  |

### Doppio nei tornei del Grande Slam
Nessuna partecipazione

### Doppio misto nei tornei del Grande Slam
Nessuna partecipazione